# Musaranya emmascarada
La musaranya emmascarada (Sorex cinereus) és una espècie de mamífer de la família de les musaranyes que es troba a Alaska, el Canadà i el nord dels Estats Units.